# The Well (Agents of S.H.I.E.L.D.)
"The Well" ("O Poço", no Brasil) é o oitavo episódio da primeira temporada da série de televisão norte-americana Agents of S.H.I.E.L.D., baseada na organização S.H.I.E.L.D. (Superintendência Humana de Intervenção, Espionagem, Logística e Dissuasão, sigla em português) criada pela Marvel Comics. O episódio gira em torno do personagem de Phil Coulson e sua equipe de agentes da S.H.I.E.L.D. em busca de uma arma asgardiana enquanto lutam contra um grupo de ódio pagão. Está situado no Universo Cinematográfico Marvel (UCM), compartilhando a continuidade com os filmes e as demais séries de televisão da franquia. O episódio foi escrito por Monica Owusu-Breen e dirigido por Jonathan Frakes.
Clark Gregg reprisa seu papel como Coulson, da série de filmes, e é acompanhado pelo elenco regular da série composto por Ming-Na Wen, Brett Dalton, Chloe Bennet, Iain De Caestecker e Elizabeth Henstridge. O episódio possui ligação direta com o filme Thor: The Dark World, retratando as consequências imediatas dos eventos do filme, entretanto ele também possui sua própria trama autônoma acerca de um personagem asgardiano isolado (estrelado pelo ator convidado Peter MacNicol). O enredo também revela brevemente o passado de vários personagens principais, especialmente o do agente Grant Ward interpretado por Dalton, cujas memórias do poço do título são reveladas por meio de flashbacks ao longo do episódio.
"The Well" foi exibido originalmente pela ABC em 19 de novembro de 2013 e, de acordo com os dados da Nielsen Media Research, foi assistido por 6,89 milhões de telespectadores.

## Enredo
Na Noruega, os líderes de um grupo de ódio pagão obcecados por mitologia nórdica encontram parte de uma arma semelhante a um cajado, escondida dentro de uma árvore antiga, que, ao tocarem em sua superfície, lhes concede força sobre-humana. O agente Phil Coulson e sua equipe de agentes da S.H.I.E.L.D., que estavam nas redondezas auxiliando na limpeza de Londres após a Convergência, investigam a árvore e deduzem que ela continha um objeto asgardiano. Após consultarem Elliot Randolph, um professor de mitologia nórdica, eles aprendem sobre o Berserker, um guerreiro asgardiano que permaneceu exilado na Terra depois após uma guerra travada há muito tempo e que despedaçou sua arma em três peças. O professor revela três poemas, cada um apontando para a localização de uma peça; Um corresponde ao local da árvore antiga na Noruega. Randolph envia o time para a Ilha de Baffin, mas eles logo percebem que isso foi um erro de direção. Eles seguem um dos poemas até uma cripta onde Randolph obriga o agente Grant Ward a tocar no segundo pedaço da arma, o que acaba destravando suas memórias dolorosas de um jovem em um poço.
Os pagãos atacam Randolph com seu próprio pedaço da arma, e depois pegando de volta. Coulson prende Randolph, e eles descobrem que ele é o Berserker. Ele os dirige para a Irlanda, até uma igreja onde ele escondeu a terceira parte da arma, mas os pagãos também encontram a igreja. Tocar na arma causa grandes surtos de adrenalina nos seus usuários, e para Ward isso vem de suas memórias — ele foi forçado pelo seu irmão mais velho a aprisionar seu irmão mais novo em um poço. Ward consegue derrotar os pagãos, com a ajuda da agente Melinda May, que pôde controlar a equipe depois de aprender a viver com suas próprias memórias ruins. Coulson, Simmons e Fitz conseguem manter Randolph vivo o suficiente para que seu coração asgardiano se recupere, e embora Coulson também deseje tocar na arma do Berserker para tentar desbloquear as memórias da sua morte e ressurreição, Randolph o convence a não fazê-lo. Naquela noite, Ward recusa a oferta da agente Skye para que ele falasse sobre o seu passado e, ao invés disso, vai até o quarto de hotel onde May está.

## Produção

### Desenvolvimento e escolha do elenco
Em outubro de 2013, a Marvel revelou que o título do oitavo episódio seria "The Well", sendo escrito por Monica Owusu-Breen e dirigido por Jonathan Frake. Originalmente ele foi produzido como o sétimo episódio da série. O elenco principal é composto por Clark Gregg, Ming-Na Wen, Brett Dalton, Chloe Bennet, Iain De Caestecker e Elizabeth Henstridge, que estrelam respectivamente como Phil Coulson, Melinda May, Grant Ward, Skye, Leo Fitz e Jemma Simmons. Foi revelado que o elenco convidado para o episódio incluiria Peter MacNicol como o professor Elliot Randolph, Michael Graziadei como Jakob Nystrom, Erin Way como Petra Larsen, Toby Wilson como Neils, Alex Neustaedter como Maynard e Sylvia Brindis como Elena. As participações convidadas de Wilson, Neustaedter e Brindis não foram creditadas. O personagem Neustaedter, cujo nome não é dito em nenhum momento do episódio, mais tarde foi renomeado para Cristão na segunda temporada da série. O episódio utilizou imagens reais dos tumultos em Dublin no ano de 2006 para retratar os tumultos na Noruega.

### Conexões com o Universo Cinematográfico Marvel
Para fazer conexões com Thor: The Dark World, o episódio abre com imagens do filme que apresenta brevemente Chris Hemsworth como Thor. O episódio é diretamente ligado as consequências dos eventos do filme, mostrando os personagens da série, literalmente, limpando a bagunça deixada pelos personagens do filme. O produtor executivo Jed Whedon explicou que o fato da S.H.I.E.L.D. limpar os destroços deixados por eventos que envolveram super-heróis é algo que sempre aconteceu, mas que nunca havia sido retratado na série anteriormente. A atriz Chloe Bennet disse que não era realmente necessário que o público assistisse o filme para compreender o episódio. O restante da trama do episódio trata dos asgardianos de maneira generalizada. Whedon descreveu isso como a trama episódio derramando "em mais dos aspectos antigos dos asgardianos e como eles nos visitaram há muito tempo, então entramos um pouco nesse aspecto de Asgard e como isso afetou nosso planeta no passado e nos dias atuais." Adicionalmente, Coulson menciona que ele consultou-se com Randolph acerca dos eventos em Thor.

## Lançamento

### Transmissão
"The Well" foi exibido originalmente nos Estados Unidos pela rede ABC em 19 de novembro de 2013. A estreia no Reino Unido aconteceu pelo Channel 4 em 24 de novembro de 2013. Na Austrália, a primeira transmissão do episódio aconteceu pela Seven Network em 20 de novembro de 2013.

### Home media
O episódio, juntamente com os demais da primeira temporada de Agents of S.H.I.E.L.D., foi lançado em DVD e Blu-ray em 9 de setembro de 2014. Os recursos de bônus incluem vídeos especiais gravados nos bastidores, comentários de áudio, cenas excluídas entre outros. O conteúdo foi lançado na Região 2 em 20 de outubro e na Região 4 em 11 de novembro de 2014. Em 20 de novembro de 2014, o episódio ficou disponível para transmissão no Netflix.

## Recepção

### Controvérsia
Após o lançamento do episódio, Rajan Zed, o presidente da Sociedade Universal do Hinduísmo, pediu uma declaração de desculpas pela insinuação que o deus hindu Vixnu poderia ser um alienígena. Por meio de uma nota sobre o incidente, a Sociedade disse que "a fé era algo sagrado e as tentativas de degradar isso prejudicavam os adeptos. A televisão e Hollywood deveriam ser mais conscientes ao lidar com assuntos relacionados à fé, pois a televisão e o cinema eram meios [de comunicação] muito poderosos e isso poderia criar estereótipos nas mentes do público." Zed também disse que "o Hinduísmo... não deve ser tratado levianamente. Símbolos de qualquer fé, maior ou menor, não devem ser maltratados." Uma versão fictícia de Vixnu já apareceu anteriormente como um personagem na Marvel Comics.